# Губарев, Сергей Иванович
Сергей Иванович Губарев (род. 1 октября 1965) — советский и российский хоккеист, нападающий, Мастер спорта России (1992).

## Биография
Воспитанник новосибирской «Сибири», тренер Виктор Звонарев. Начинал играть в команде второй лиги «Машиностроитель» Новосибирск. Девять сезонов (1985/86 — 1987/88, 1994/95 — 1996/97, 1998/99 — 1999/2000) провёл в «Сибири» — 309 матчей, 86 шайб. Восемь сезонов (1988/89 — 1993/94, 1996/97 — 1997/98) отыграл в омском «Авангарде» — 399 матчей, 114 шайб, капитан команды в 1993—1994 годах.
Играл за «Рубин» Тюмень (1997/98) и «Северсталь» Череповец (1998/99).
Окончил НИИЖТ (1987), СибГУФК (1997).
Работал тренером (2004—2005), генеральным менеджером, спортивным директором (до 2016 года) «Сибири».